# Perilepta auriculata
Perilepta auriculata là một loài thực vật có hoa trong họ Ô rô. Loài này được (Nees) Bremek. mô tả khoa học đầu tiên năm 1944.